# بخش عنبر
بخش عنبر یکی از بخش‌های شهرستان مسجدسلیمان در استان خوزستان ایران است.

## مردم
مردم این بخش بختیاری هستند و به زبان لری بختیاری سخن می گویند.

## جمعیت
براساس سرشماری مرکز آمار ایران در سال ۱۳۹۵، جمعیت بخش عنبر ۲۰۷۶۸۴۵ نفر بوده‌است.

## تقسیمات کشوری
بخش عنبر از دو دهستان تشکیل شده‌است:
- دهستان عنبر
- دهستان ذیلابی

مرکز بخش شهر:
عنبر